# Подгородное
Подгоро́дное (укр. Підгоро́днє) — город в Днепропетровской области Украины. Входит в Днепровский район.

## Географическое положение
Город Подгородное находится на обеих берегах реки Кильчень в месте впадения её в Днепровское водохранилище (река Самара), выше по течению на расстоянии в 2 км расположено село Перемога, выше по течению реки Самара на расстоянии в 4 км расположен город Новомосковск, ниже по течению реки Самара на расстоянии в 3 км расположен город Днепр.
Река в этом месте извилистая, образует старицы и заболоченные озёра.

## История
Поселение возникло в начале XVII века.
После основания в 1776 году города Екатеринослав, в 1778 году в результате объединения нескольких хуторов возникла слобода Подгородная.
В 1898 году село Подгороднее являлось волостным центром Новомосковского уезда Екатеринославской губернии Российской империи, в нём насчитывалось около 3600 жителей, около 590 дворов, земская школа, церковно-приходская школа и несколько торговых лавок.
В мае 1934 года здесь была построена и введена в строй электроподстанция (подключённая к ДнепроГЭС).
22 октября 1938 года Подгородное получило статус посёлка городского типа.
В ходе Великой Отечественной войны в конце августа 1941 года посёлок Подгородное был оккупирован немецкими войсками, 26 сентября 1943 года — освобождён советскими войсками.
9 ноября 1959 года здесь был создан совхоз «Родина» (в феврале 1965 года реорганизованный в совхоз «Подгородный»).
В 1974 году в пгт Подгородное насчитывалось 20,6 тыс. жителей, действовал совхоз «Подгородный».
В 1981 году пгт Подгородное был присвоен статус города.
В 1982 году здесь действовали два совхоза, комбинат бытового обслуживания, комбинат коммунальных предприятий, 5 общеобразовательных школ, музыкальная школа, больница, два Дома культуры, кинотеатр, две библиотеки и музей истории Днепропетровского района.
24 февраля 1987 года юго-западный жилой массив был выделен из состава города Подгородное в отдельный населённый пункт (пгт. Юбилейное).
В январе 1989 года численность населения составляла 19 219 человек, крупнейшим предприятием был тепличный комбинат.
В октябре 1992 года находившийся здесь совхоз «Подгородный» объединения «Днепропетровскплодоовощпром» был передан в собственность Днепропетровской области.
В июле 1995 года Кабинет министров Украины утвердил решение о приватизации находившихся в черте города совхозов «Нижнеднепровский» и «Подгородный».
В июле 2003 года строения и объекты военного городка № 76 были переданы в коммунальную собственность города.

## Современное состояние

Карта города

Подгородное практически сливается с городом Днепр и является его северным пригородом. Выгодное расположение делает его привлекательным для обеспеченных граждан: некоторые районы города представляют собой элитные коттеджные посёлки.
Подгородное почти полностью газифицировано (за исключением нескольких улиц). Имеет центральный водопровод (обслуживающий 10 % населения).

## Население
По состоянию на 1 января 2013 года численность населения составляла 19 498 человек.

### Языковой состав
Родной язык населения по данным переписи 2001 года:
| Язык       | Численность, чел. | Доля     |
| ---------- | ----------------- | -------- |
| Украинский | 16 307            | 91,73 %  |
| Русский    | 1 417             | 7,97 %   |
| Другие     | 54                | 0,30 %   |
| Итого      | 17 778            | 100,00 % |

## Объекты социальной сферы
- 4 общеобразовательных школы.
- 3 детских сада.
- Музыкальная школа.
- Дом детского творчества.
- Больница.

## Транспорт
Через город проходят две железнодорожные линии Приднепровской железной дороги:
- линия Гайворон — Балта, на которой здесь находится станция Подгородная[5][2][6][7]
- линия Сухачёвка — Новомосковск, на которой здесь находится разъезд Березановка (построенный в 1966 году).

Имеется хорошо развитая дорожная сеть (автомобильные дороги М-04, М-18, E 50, Т-0410), улицы заасфальтированы частично.
По 1992 год из центра Днепропетровска курсировал автобус № 29 до аэропорта «Подгородное»
Аэропорт «Подгородное» — с 1994 года аэродром используется только для с/х авиации, аварийных и учебных полетов. Фактически закрыт. (в настоящее время не действует).

## Известные люди
- Кошель, Иван Яковлевич (1923—2002) — участник Великой Отечественной войны 1941—1945 гг., полный кавалер ордена Славы.
- Шевченко, Владимир Павлович (1941—2024) — украинский механик, доктор физико-математических наук, профессор (1984), академик НАНУ (04.1995), в 1986—2010 ректор Донецкого национального университета; член Президиума НАНУ (с 1996), родился в городе Подгородное.

Деменко Иван Константинович — советский хозяйственный, государственный и политический деятель, Герой Социалистического Труда, родился в городе Подгородное.

## Галерея

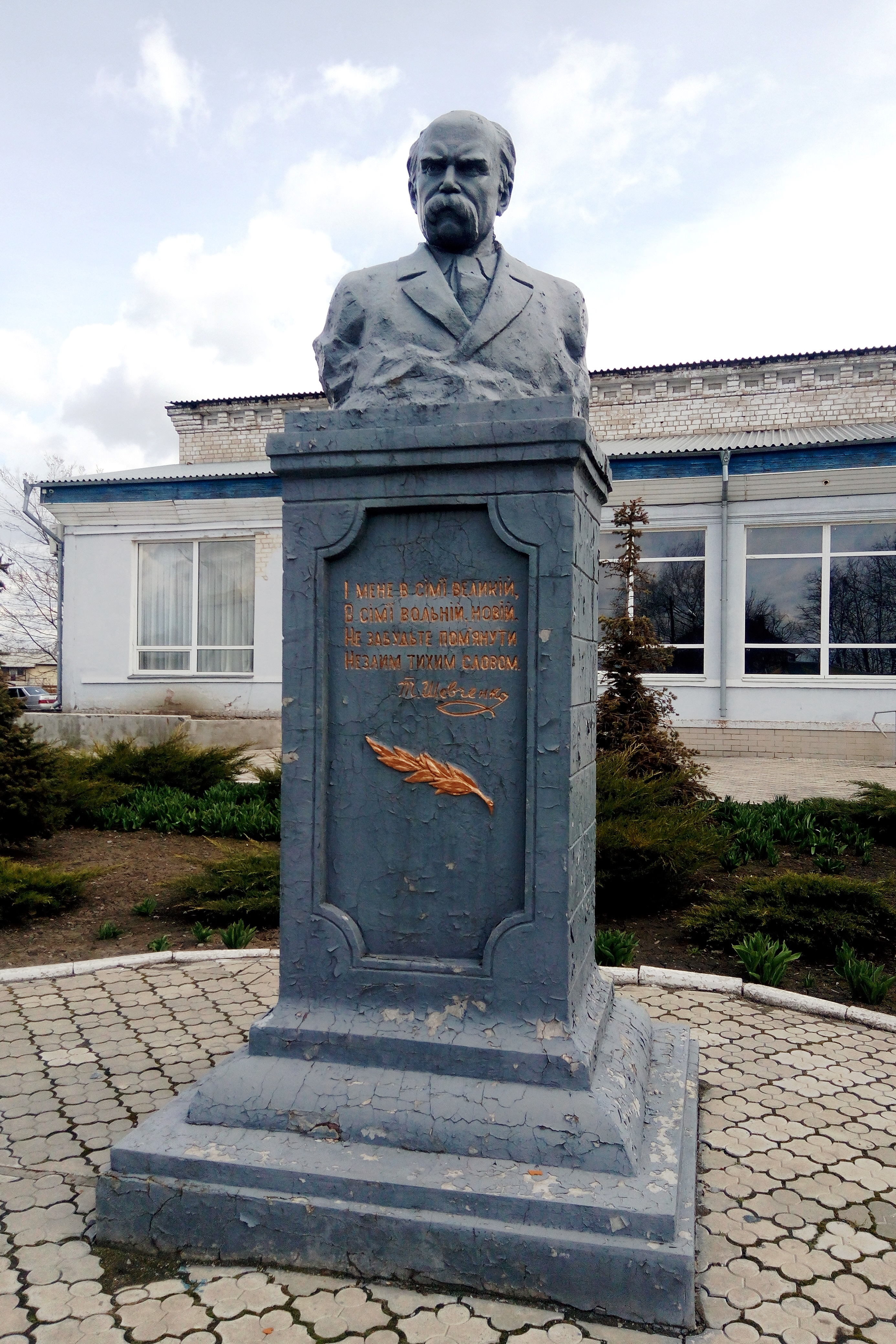
Бюст Т. Г. Шевченко
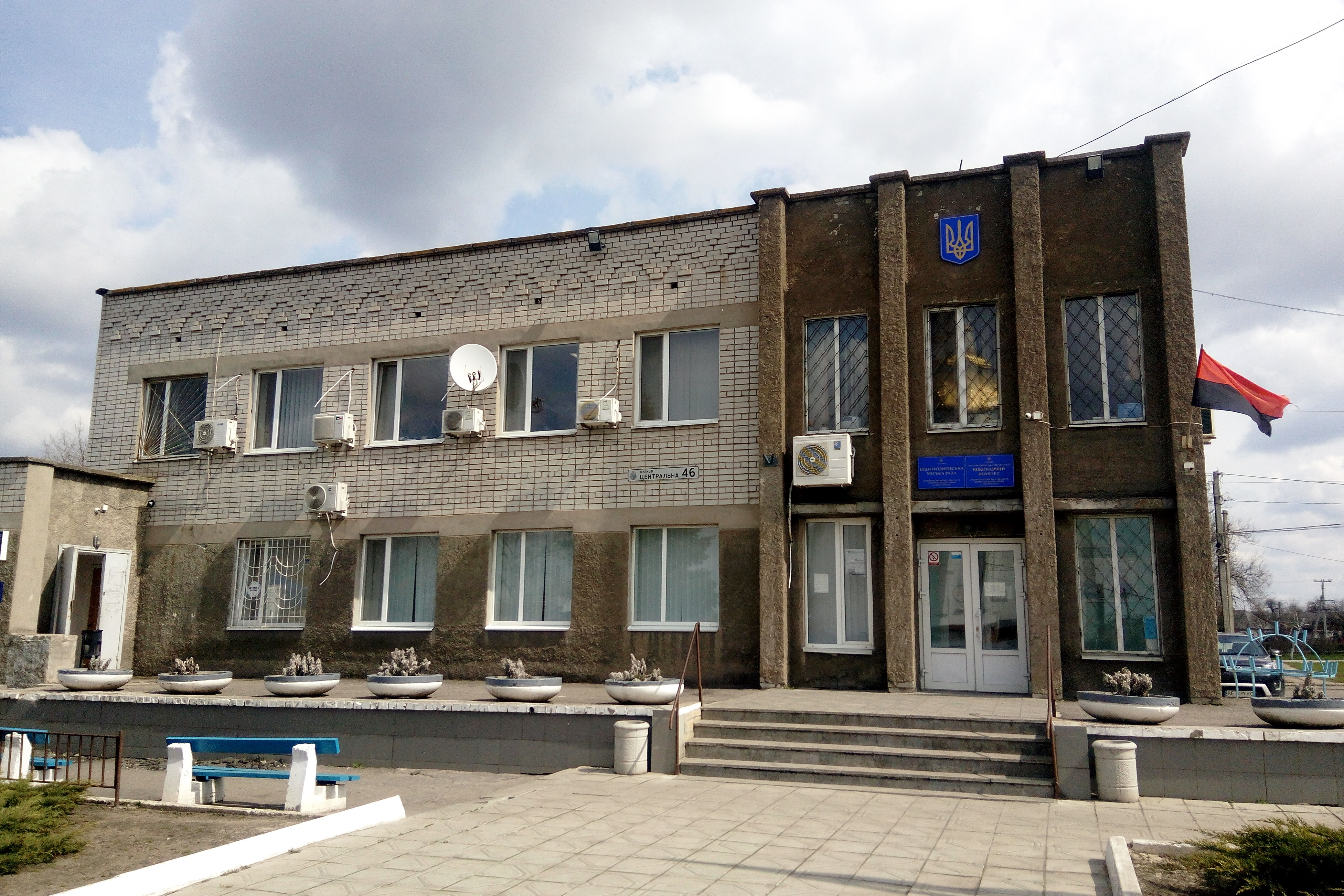
Городской совет
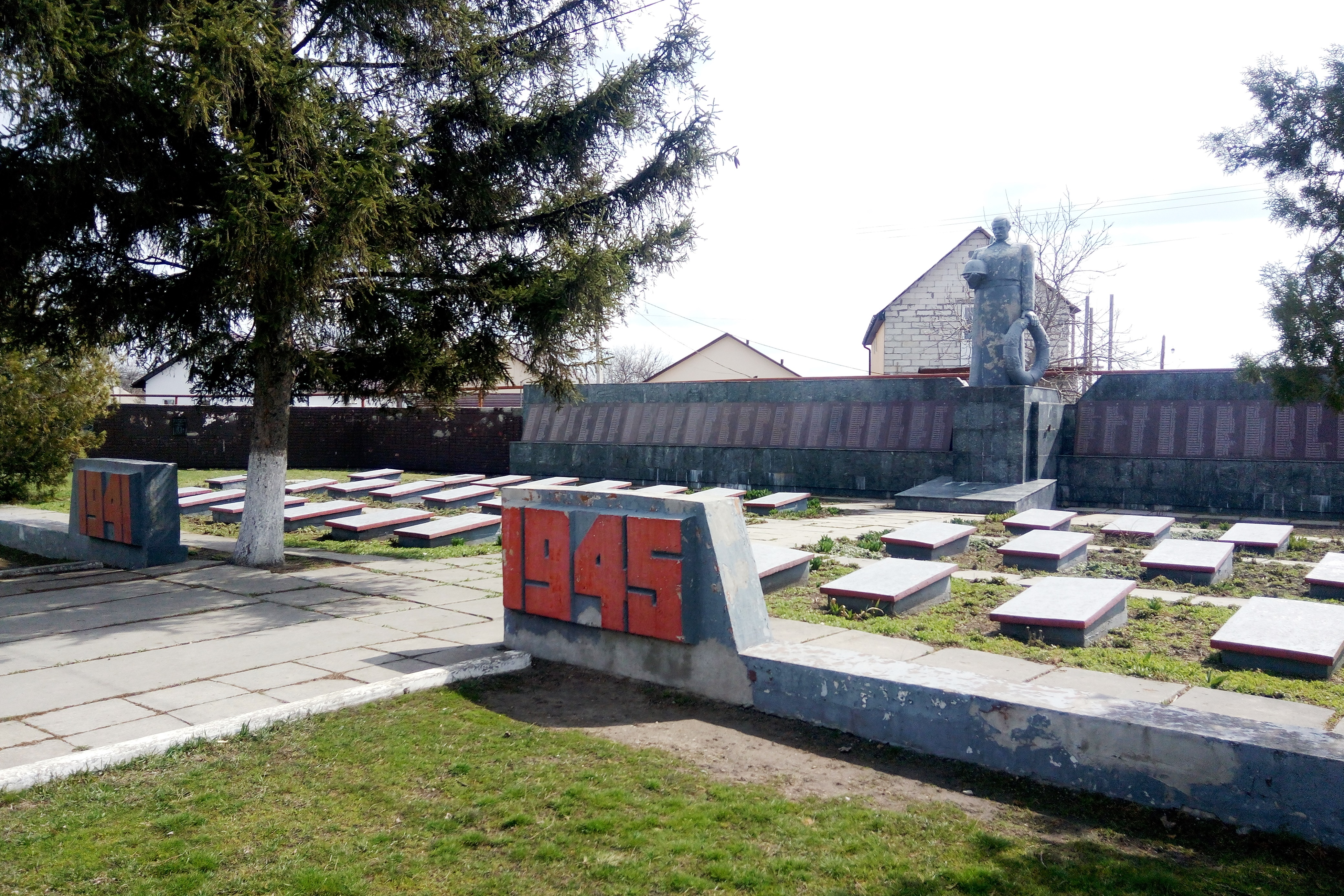
Мемориал погибшим советским воинам в годы ВОВ 1941-1945 г.г.
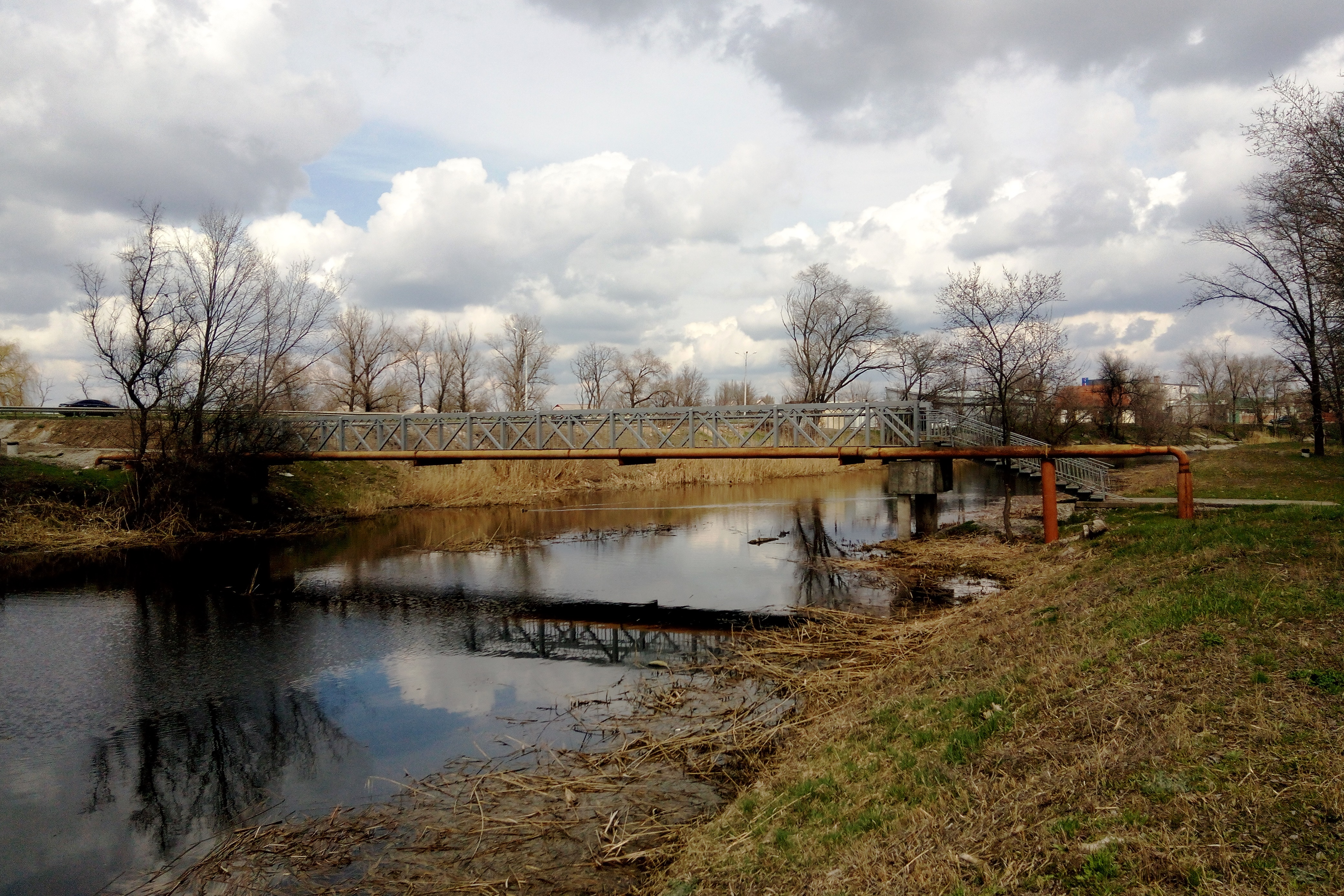
Вид на мост через реку Кильчень
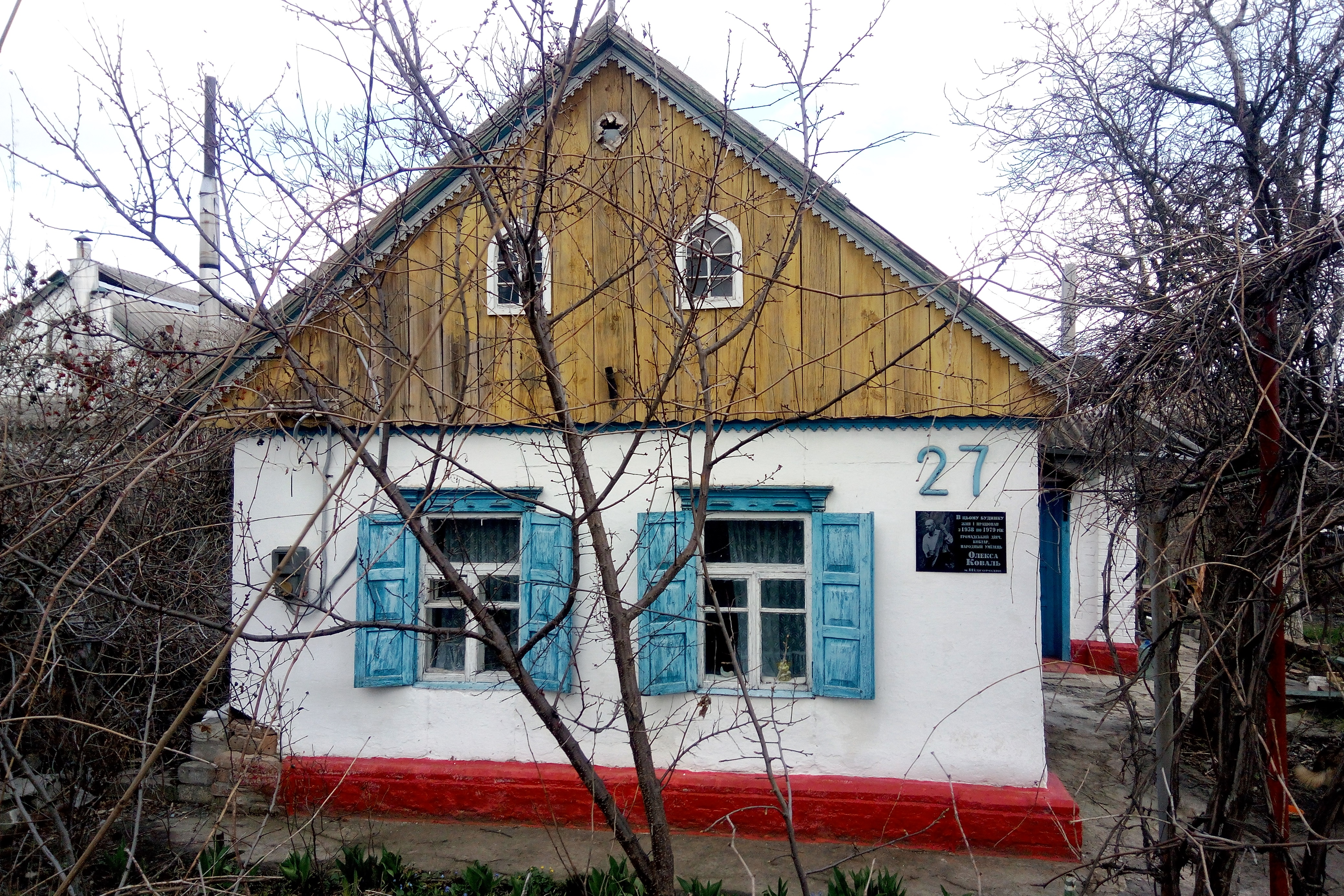
Дом в котором с 1938 по 1979 жил и работал общественный деятель, кобзарь, народный умелец Олекса Коваль
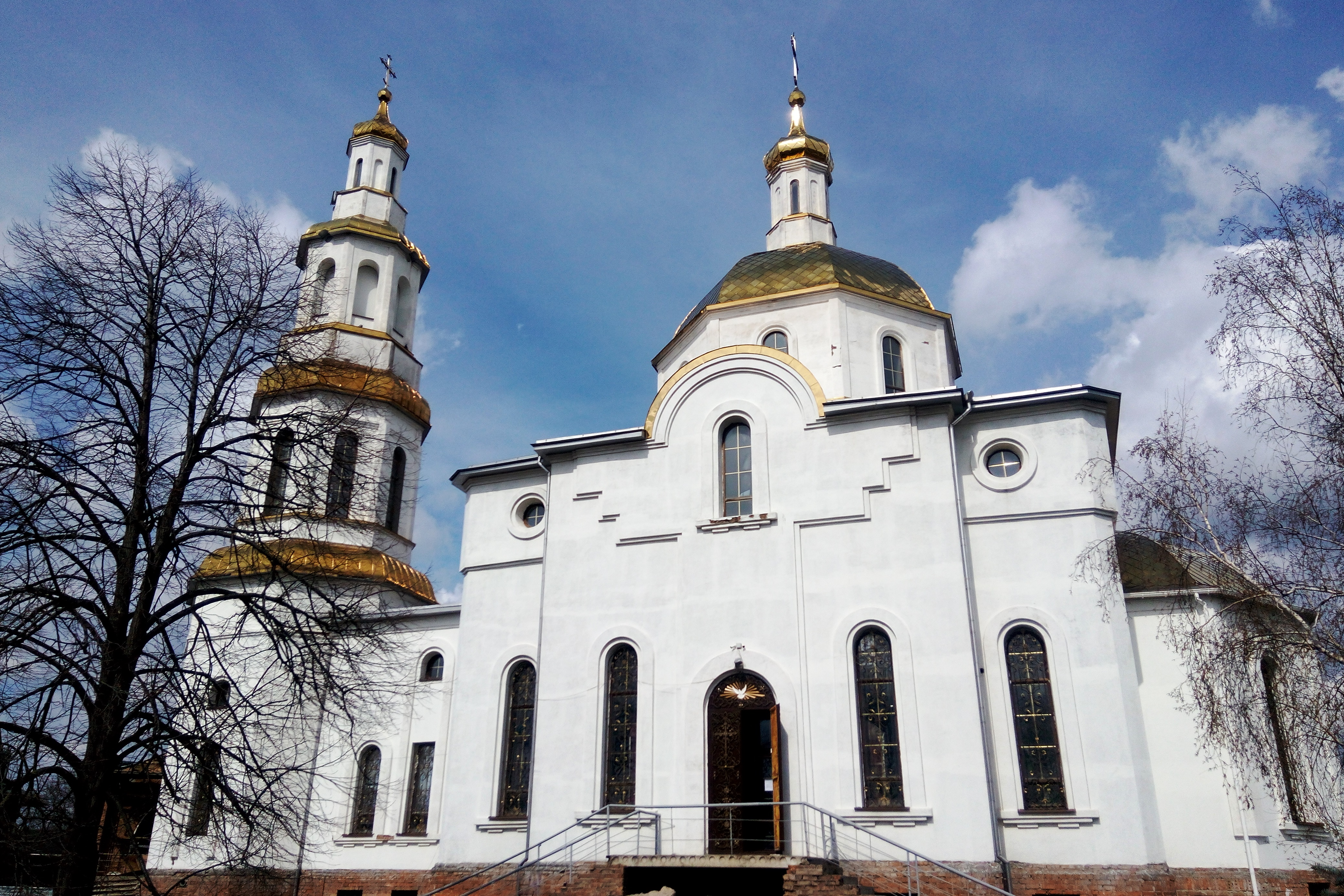
Свято-Иоанно-Богословский храм (УПЦ МП)
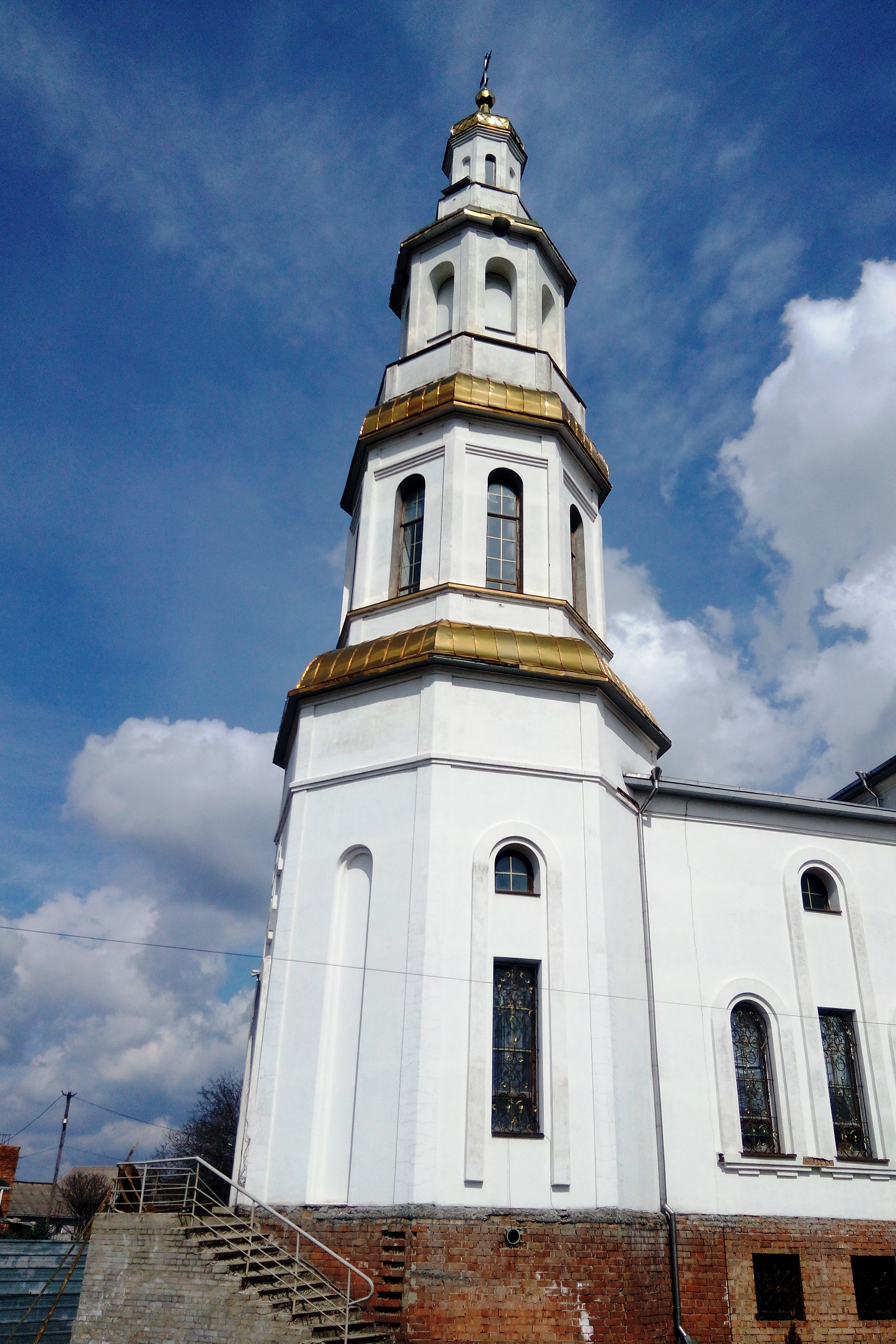
Колокольня храма
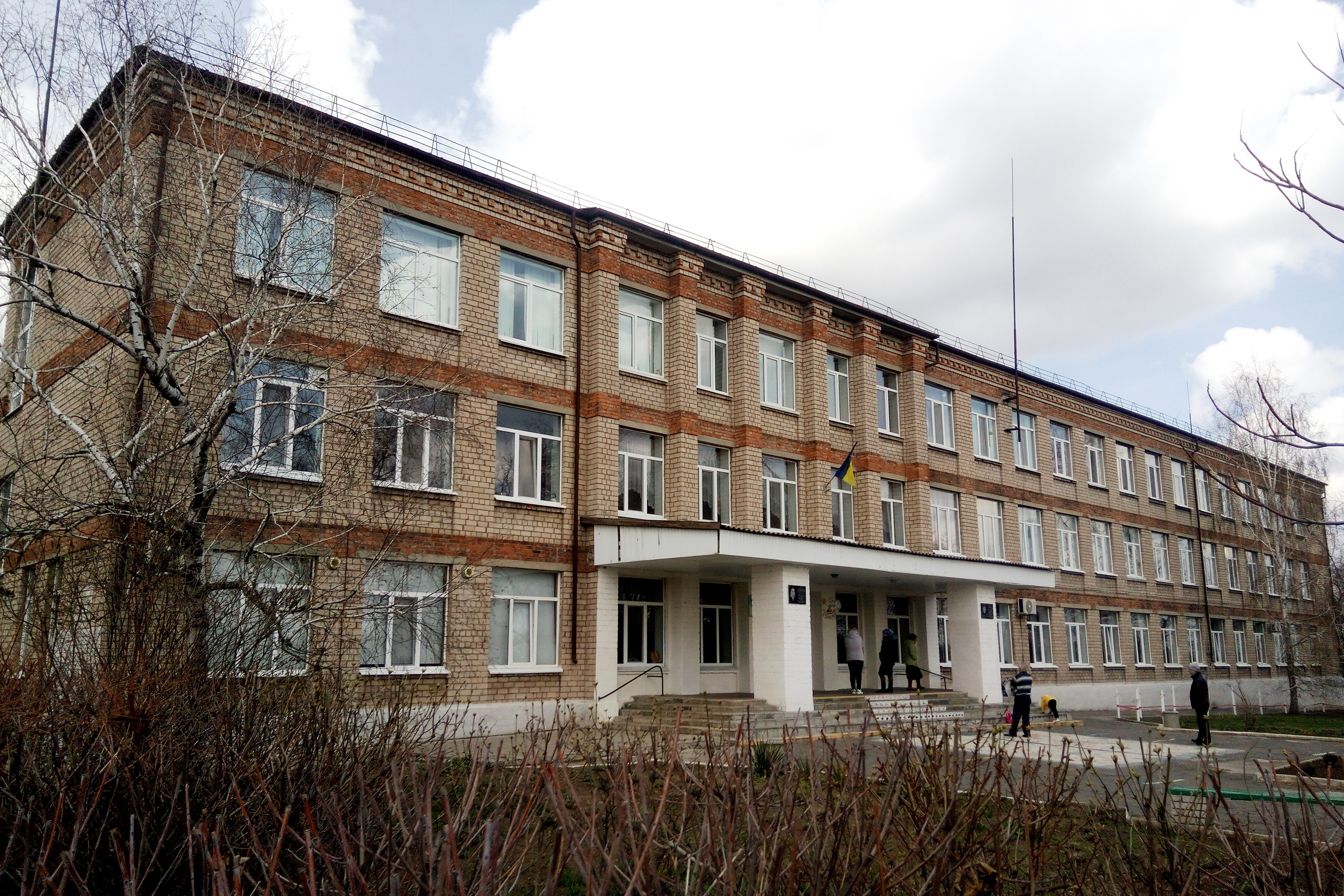
Средняя общеобразовательная школа №1